# Epilobium colchicum
Epilobium colchicum är en dunörtsväxtart. Epilobium colchicum ingår i släktet dunörter, och familjen dunörtsväxter.

## Underarter
Arten delas in i följande underarter:
- E. c. colchicum
- E. c. iranicum